# Malmslätt
Malmslätt er en by i Linköpings kommune i Östergötlands län i Östergötland, Sverige. I 2010 havde byen 5.214 indbyggere. Malmslätt ligger cirka seks kilometer vest for Linköping.
Navnet kommer fra det militære træningsområde Malmen og kan spores tilbage til 1574. Malm betyder betyder sandet mark. Da jernbanen blev bygget fik den nu nedlagte station navnet Malmslätt. I Malmslätt ligger Kärna kirke og i forbindelse med den militære flyveplads ligger Flygvapenmuseum, der er et museum med udstillinger om udviklingen af militærfly fra begyndelsen af 1900-tallet og frem til i dag.
Ved byen ligger det 36,7 ha store naturreservat og Natura 2000-område Kärna mosse som er en kendt lokalitet for orkideer.

## Eksterne kilder og henvisninger
1. ↑  Tätorter, arealer, befolkning Statistiska centralbyrån.

- Wikimedia Commons har flere filer relateret til Malmslätt